# Preto no Branco (banda)
Preto no Branco é uma banda brasileira de black music, soul music e música cristã contemporânea formada em 2015 na cidade de Belo Horizonte.
O grupo ficou conhecido a partir de seu primeiro álbum, Preto no Branco (2015), que trouxe a canção "Ninguém Explica Deus", uma das músicas brasileiras mais executadas de 2016. Com a saída de Juninho Black, a banda lançou Preto no Branco 2 (2017), último trabalho com a participação do tecladista e vocalista Weslei Santos. Clovis Pinho seguiu como o único cantor e, em 2019, lançou Preto no Branco 3.
Em 2020, Clovis deixou o grupo e a banda se reformulou com novos integrantes, Luã Freitas, Lorena Fadi e Silas Simões.

## História
O Preto No Branco foi fundado em 2014 pelo Alex Passos, diretor artístico do mercado gospel. Os integrantes da primeira temporada foram Clovis Pinho (ex-Renascer Praise), Juninho Black, Weslei Santos (integrante da Horanona) e o cantor e compositor Eli Soares fez uma participação especial, ele já possuía carreira solo em outra gravadora e, por isso, não pôde permanecer na banda por muito tempo. Todos os quatro membros executaram vários instrumentos e dividiam, entre si, o posto de vocalistas.
Em 2015, a banda lançou pela gravadora, com distribuição da Sony Music Brasil, o disco Preto no Branco. O projeto, produzido ao vivo, recebeu a participação de vários músicos, como os cantores Israel Salazar e Gabriela Rocha. Juntamente com a banda, Gabriela cantou a música "Ninguém Explica Deus", que se tornou o primeiro sucesso do grupo e foi a música religiosa mais executada do ano de 2016.[carece de fontes?] Com a canção, a banda alcançou popularidade nacional em menos de um ano. A faixa também foi um dos clipes brasileiros mais assistidos na VEVO naquele ano, com mais de 60 milhões de visualizações.[carece de fontes?]
No final de 2016, Juninho Black anunciou sua saída da banda, com a intenção de priorizar sua carreira solo. Por isso, o grupo recebeu mais dois integrantes: Jean Michel e Luan Murilo. Com esta formação, a banda lançou, em 2017, o single "Fé na Vida".[carece de fontes?]
Em 2018, o grupo perde mais um integrante. O tecladista e vocalista Weslei Santos anuncia sua saída da banda, para seguir em carreira solo. No mesmo ano, o grupo grava seu terceiro trabalho. Preto no Branco 3 foi lançado em março de 2019, e contou com as participações de artistas como Nívea Soares, Marcos Almeida, César Menotti & Fabiano, Kivitz, Paulo Nazareth, entre outros.
Em maio de 2020, o vocalista Clovis Pinho deixa a banda para seguir em carreira solo[carece de fontes?]

## Discografia
- 2015: Preto no Branco
- 2018: Preto no Branco 2
- 2019: Preto no Branco 3